# Житловий будинок (вулиця Станіслава Прощенка, 13)
Житловий будинок — пам'ятка архітектури місцевого значення у Ніжині. Нині тут розміщуються магазини.

## Історія
Спочатку об'єкт було внесено до «списку нововиявлених пам'яток архітектури» під назвою «Житловий будинок» за адресою Московська будинок № 15.
Наказом Міністерства культури і туризму від 21.12.2012 № 1566 надано статус «пам'ятник архітектури місцевого значення» з охоронним № 10037-Чр під назвою «Житловий будинок».

## Опис
Будинок збудований у 1910-х роках біля Ніжинського повітового училища.
Кам'яний, одноповерховий на цоколі, прямокутний у плані будинок, з чотирисхилим дахом. Головний фасад спрямований у двір. Чотирикутні віконні отвори увінчані сандриками на кронштейнах, деякі з яких з трикутними фронтонами. Фасад та внутрішнє планування було перетворено, зокрема, з'явилися вхідні двері з боку тилового фасаду.